# Historia komparatystyki prawniczej
Historia komparatystyki prawniczej – obejmuje dzieje komparatystki prawniczej. Gdy potraktujemy tę naukę prawną jako fachową wiedzę, która aspiruje do bycia oddzielną dyscypliną naukową, to nie może pochwalić się ona zbyt intensywnymi dziejami. Jej początki, jako dziedziny specjalistycznej wiedzy i faktów, to początki XX – wieku. Można jednak powiedzieć o prapoczątku poszukiwania i odkrywania praw. Dotyczyło ono głównie, w najdawniejszych czasach, praw zwyczajowych i norm religijnych. Działania te datowane są czasy odległe, już nawet w okresie kształtowania się pierwszych śladów człowieczeństwa.

## Odległe prapoczątki
Domniemywa się, iż już człowiek jaskiniowy uprawiał prymitywną komparatystykę, przy czym dostrzegał zasadnicze podobieństwa między sobą a innymi jaskiniowcami, czy zasadnicze różnice między ludźmi a zwierzętami. Pogląd ten utarł się w europejskiej nauce, choćby w myśli profesora Romana Tokarczyka czy profesor Haliny Janaszek-Ivaničkovej. „Była to komparatystyka tak prymitywna, jak bytowanie pierwotnego człowieka, ale istniała w formie zalążkowej(...)dokonywano pierwszych operacji logicznych polegających na wyodrębnieniu pewnych klas i grup przedmiotów i zestawieniu ich ze sobą w celu uchwycenia różnic i podobieństw”.
Kształtowanie się tej nauki prawnej od czasów prehistorycznych do dziejów obecnych utworzyło jej historię. Jej dorobek stanowił element, szeroko pojmowanej, komparatystyki humanistycznej, jednak najbardziej starła się ona z elementami historycznej wiedzy o państwie, na przykład z historią prawa czy prawem rzymskim. Badanie okresów narodzin i wzrostów tej dziedziny wymagało więc studiowania tych dyscyplin prawoznawstwa, które utrwaliły kształtowanie się komparatystyki.
Warunek, który powinien zostać spełniony, aby narodziła się komparatystyka prawnicza, było powstanie i wyrażenie się myśli ludzkiej, a w dalszej kolejności jej różnorodność i ukierunkowanie się na wszystko, co nowe. Z chwilą, gdy poszczególne grupy społeczne, rasowe, etniczne, polityczne osiągnęły poziom samoświadomości odrębnego rodzaju swych praw, jak również, w tym samym czasie, zmuszone były do ukształtowania i pielęgnowania kontaktów z innymi grupami ludzkimi, które także rządziły się swoimi zasadami, wtedy porównywanie praw stało się faktem. Główną przyczyną takiego obrotu spraw mogły być trudności związane z miejscem osiedlenia, które mogły zmusić poszczególne społeczności do nawiązywania kontaktów handlowych czy spotykania się, z innymi grupami ludzkimi, w celach zbrojnych.
Bezpośrednie kontakty różnych grup ludzkich tworzyły podstawy dostrzegania identyczności, podobieństw, ale i różnić w ich kulturze czy prawach. Od takich uwarunkowań rozpoczęły się także tworzyć granice podziałów prawnych, ale i politycznych, które były związane z aktami sojuszy, neutralności i wrogości. Akty te uwarunkowane są występującym nastrojom – identyczności i podobieństwa mogą skutkować aktami sojuszy i neutralności, zaś różnice – aktami wrogości. Rozwój komparatystyki, zwłaszcza prawniczej, zależny był na ogół od rozwoju stosunków międzygrupowych.

## Starożytność
Hipoteza, iż formuły komparatystyczne wykorzystywane były w myśli prawnej, społecznej i politycznej czasów starożytności, potwierdzona została dzięki odkrytym przez badaczy śladom archeologicznym. Wśród nich odnaleźć można źródła najwcześniejsze, które odnoszą się do kontaktów między starożytnymi cywilizacjami Egiptu i Mezopotamii. W ich zakres wchodzą, wszelkiego rodzaju, porównawcze opisy podobieństw i różnić, które dotyczyły praw i ustrojów politycznych. Dla wielu ówczesnych myślicieli i praktyków tamtych dziejów porównywanie było wartościowym narzędziem do odkrywania i prezentowania licznych praw i zasad.
Starożytna Grecja, głównie ze względu na szczególną fascynację tamtejszych myślicieli na temat struktur i zagadnień politycznych, była miejscem, w którym znaleźć można kolejne źródła badań porównawczych. Znaczenie porównywania doceniał Platon. W swoich Prawach opisał i porównał prawa greckich miast-państw, po czym dokonał zestawienia tych porównań z wyobrażeniem na temat idealnego ustroju politycznego.
Kolejnym przykładem komparatystyki z zakresu polityki i prawa jest dzieło Arystotelesa – Polityka. Autor zawarł w dziele rezultat badań ustrojów około 158 greckich miast – państw. Według komentatorów dzieła z VI wieku naszej ery, w dziele uwzględniono nawet 250 albo 258 ustrojów prawno-politycznych. Do naszych czasów przetrwała tylko część dotycząca Aten, zatytułowana Ustrój polityczny Aten. Ustrój tej poleis przytoczył nie tylko jako przykład wzorowych badań filozoficznych, ale i obraz oparty na racjonalnych przesłankach komparatystyki polityczno-prawnej. Wśród dziedzictwa starożytności odkryć można chęci porównawczej budowy powszechnego prawa obowiązującego.
Inny grecki myśliciel, Teofrast, również przyczynił się do rozwoju myśli komparatystycznej. W jego dziele,  O prawach, a raczej w zachowanym fragmencie jego pracy, utrwalone zostało jego pragnienie odnalezienia zasad praw, które obowiązywały we wszystkich polis, a które to myślenie nawiązywało do słów współczesnych komparatystów. Z jednej strony poszukiwał powiązań, z drugiej zaś wskazywał odmienności i rozbieżności, jak również proponował ich usunięcie. Jego myślenie było dość nowoczesne, przez co znalazł swoich następców. Jednym z nich był Otto von Gierke, który wykorzystał tę metodę do prezentacji prawa krajów niemieckich, a drugim był Eugen Huber, który zakreślił charakterystykę prawa pozytywnego kantonów szwajcarskich.
Okres Imperium Rzymskiego nie był sprzyjający do powstania warunków dla stworzenia ambitnych przedsięwzięć z zakresu komparatystyki prawniczej. Prawnicy rzymscy, podobnie jak później angielscy, przekonani byli o niewątpliwej wyższości ich systemu prawnego i politycznego nad innymi systemami prawnymi, dlatego nie poświęcali im większej uwagi. Według rzymskiego twórcy, Cycerona, nierzymskie systemy prawne byłyzawikłane i absurdalne. Bywało, że prawnicy rzymscy sięgali do nierzymskich systemów prawnych, ale tylko dla wykazania ich kuriozalności i niskiego poziomu koncepcyjnego.
Mimo poczucia wyższości prawa rodzimego od pozostałych, w okresie tym powstało znaczące dzieło z zakresu porównywania praw. Tym interesującym przykładem porównywania różnych praw krajowych w epoce Imperium Rzymskiego było, pochodzące z III – IV wieku, Collatio Legum Mosaicarum et Romanorum. Porównano w nim wątki z pism rzymskich prawników z okresu klasycznego z prawem Mojżeszowym. Wśród wielu poglądów na temat tego dzieła na największą uwagę zasługiwał pogląd o charakterze utylitarno-politycznym – wobec dość szybkiej ekspansji chrześcijaństwa na ziemie Imperium, chodziło zapewne o wykazanie zasadniczej niesprzeczności prawa rzymskiego z prawem biblijnym.

## Średniowiecze
Epoka średniowiecza była czasem szczególnej dwutorowości komparatystyki prawniczej. Na kontynencie europejskim ciągłą popularnością cieszyły się poglądy prawnokomparatystyczne. Wyspy Brytyjskie natomiast to miejsce, gdzie dostrzegalne były pewne odrębności.
W Europie kontynentalnej można było dostrzec, iż umiejętności prawne znajdowały się na dość niskim poziomie. Ponadto prawo kanoniczne i prawo rzymskie cieszyło się taką władzę, iż inne gałęzie prawne nie były w stanie stać się nowym przedmiotem zainteresowania dla uczonych. Skutkiem tego nie powstawały nowe dzieła z zakresu komparatystyki prawniczej. W krajach Europy kontynentalnej, w których systemy polityczne wspierały się na, wspomnianym już, prawie rzymskim, nie widziały potencjalnych możliwości wynikających z możliwości zapoznania się innymi rodzajami prawa świeckiego, w tym studiami porównawczymi. W tamtym czasie utarła się praktyka, która była zgodną ze średniowieczną doktryną podbojów militarnych, iż wodzowie zwycięzców narzucali podbitym narodom prawa własnego kraju – postępowanie to było sprzeczne wobec myśli prawnoporównawczej. Skoro siła orężu była czynnikiem decydującym w kwestii prawnej, to rozważania nad tą materią traktowano jako rzecz zbyteczną.
W przeciwieństwie do kontynentu europejskiego, w Anglii myśl prawnoporównawcza nie była zacofana. Dowodem tego jest działalność Johna Fortescue, który napisał De Laudibus legum Angliae(1468–1471) oraz The Governence of England. Anglik zawarł w tych dziełach porównanie prawa angielskiego i prawa francuskiego. Nie można było uznać tych utworów jako obiektywnej analizy, gdyż jej głównym celem było ukazanie wyższości prawa angielskiego – common law nad pozostałymi. John Fortescue kierował się, przede wszystkim, intencjami politycznymi, które były dalekie od nauki prawa.

## Odrodzenie
Epoka odrodzenia to okres, w którym prawnicy interesowali się zagadnieniami związanymi z elegantia iuris. Był to okres wielkiego rozkwitu i poważnych prób badań myśli prawnoporównawczej. Stan ten uwarunkowany był różnymi powodami. Jednym z nich mogła być inspiracja dziełami starożytnych twórców, które skłaniały do porównania ideałów i wartości pochodzących z przeszłości i teraźniejszości. Przez pojawiające się informacje o kolejnych odkryciach geograficznych zainicjowany został jasny sygnał do badania różnorodności wielu społeczności i tworzenia ich życia społecznego, w tym za pomocą prawa. Wszelkie ruchy, które były związane z Reformacją otworzyły myśli ludzkiej możliwości, dzięki czemu nabyli umiejętność swobodnego rozumowania. Zjawiska te miały odzwierciedlenie dla dziejów komparatystyki – odchodzono od zaściankowego europocentryzmu, zachęcano do szacunku dla innych społeczeństw i praw, pokazywały, iż fakt, że coś znamy, wcale nie musi być dobre, a to, czego nie znamy, nie musi być złe. Myślicielem tego okresu chodziło o wszelkie aspekty związane z rozwojem cywilizacyjnym i jego postrzeganiem na ziemiach odkrywanych w kontraście z obrazem znanego lądu Europy.
Okres ten przyniósł długą listę dzieł, które zawierały pewne elementy komparatystyki prawniczej. Były one powiązane z dokonywanymi różnicami na tle prawnym i ustrojowym. W tym okresie na szczególną uwagę zasługiwały prace Samuela Strycka, który działał pod koniec XVII wieku. Dotyczyły porównania prawa rzymskiego z niemieckim prawem prywatnym.
Innym znanym twórcą był Jean Bodin, który w „Rzeczypospolitej” ukazał idee, które ukształtował w oparciu o porównanie zasad ustrojowoprawnych różnych państw. Inny z ówczesnych, Thomas Hobbes, dokonał analizy ustrojów politycznych i systemów prawnych. Odrębnym nurtem, który rozwijał się w tamtym okresie, dotyczył myśli utopijnych. Utopiści porównywali prawa wyimaginowanych ustrojów społecznych, które przeciwstawiali z niedoskonałymi prawami ustrojów rzeczywiście istniejących.

## Oświecenie

### Zainteresowanie prawem natury
W myśli prawnej epoki Oświecenia uwidaczniała się nadzwyczajna ciekawość ideami prawa natury. Powodem tej sytuacji mogło być umiejscowienie problematyki człowieka w dziełach ówczesnych twórców, zaś w nich poruszano kwestie związane z naturą ludzką. Jednak, jeśli chodzi o twórców Wieku Oświecenia i Prawa Naturalnego, choćby Christiana Wolffa i Daniela Nettelbladta, bardzo rzadko poruszali zagadnienia prawa porównawczego, skutkiem czego ich wkład w rozwój prawa porównawczego nie był znikomy. Dla nich prawo naturalne stanowiło intelektualny konstrukt, który miał być wytwarzany przez spekulację a priori, bez odnoszenia się do empirycznie odkrytego materiału, choć obawiano się, czy ich przemyślenia nie przedstawią ukrytego prawo porównawczego.
Wartości prawa naturalnego kierowały się w stronę zagadnień komparatystycznych, skoro ius naturale aspirowało do wyższej pozycji w hierarchii, a na pewno wyższej od prawa pozytywnego. Z tej racji wykazywanie przeciwieństw między prawem naturalnym a prawem stanowionym należało i należy do najbardziej zakorzenionych sporów w dziejach prawnych, ale i w dziejach prawnoporównawczych. W wyniku takich działań najczęściej głoszono, iż prawo stanowione winno być podległe prawu natury, rzadsze były głosy ich uzgodnienia, które i tak traktowano jako nadrzędność prawa stanowionego nad prawem naturalnym. Wynikające z tego komparatystyczne refleksje czyniły szczególne praktyczne funkcje dla celów ideologicznych, która to cała sytuacja mogła wpłynąć na orędowników postępu, stagnacji i regresu społecznego.
Wiek Oświecenia pokazał sporą dominację twórców, których naczelnym poglądem była aprioryczna istota prawa natury. Według wyobrażeń twórców prawa natury miały być wytworem rozumianej spekulacji, który nie znajdował empirycznych odniesień w niedoskonałym prawie stanowionym. W takim świetle jasne było, iż założenia komparatystyki prawniczej poukrywane były za tworzonymi a priori systemami prawa. W takiej sytuacji twórcy wysuwali wyidealizowane systemy prawa natury, a za ich podłoże uznawano porównawcze analizy ówczesnych systemów prawnych. Komparatystyczna indukcja stanowiła źródło dla dedukcyjnego aksjomatu prawnonaturalnego.

### Poglądy twórców Oświecenia
Okres ten charakteryzuje działalność twórców, którzy w dużym stopniu kontynuowali postęp i wzmocnienie prawa porównawczego, jednak odbyło się to bez nadzwyczajnej praktyki. Jednym z nich był Francis Bacon. W swoim eseju De dignitate et augmentis scientiari z 1623 roku, w zasadzie nie odchodził od ustanowionych praw pozytywnych. Pragnął potwierdzić swoje poglądy, z których wynikało, iż prawnik winien korzystać z rozwiązań, które pochodzą z innych systemów prawnych, odrębnych i w żaden sposób niezwiązanych z prawem krajowym. Jego zdaniem, właściwe korzystanie z prawa krajowego, które ponadto odpowiadałoby potrzebom społecznym, jest uzależnione od stałego przeciwstawiania go prawom innych państw. Prawo krajowe nie należało stosować jako jedyna podstawa oceny. Takie postępowanie potwierdza wszystkie badania z dziedziny prawa porównawczego.
Myśli angielskiego filozofa były korzystne komparatystyce prawniczej w podobnym stopniu, jak idee Gottfrieda Wilhelma Lebniza. Swoje przemyślenia zawarł w Theatrum legale. Leibniz popiera prawo porównawcze z punktu widzenia historii uniwersalnej. Myśliciel, korzystając głównie z dorobku powszechnej historii prawa, dążył do wielkiego celu, który ograniczał możliwości każdego badacza – chodziło bowiem o zestawienie praw wszystkich ludzi, wszystkich miejsc i wszystkich narodów, które przedstawiono w ujęciu prawnoporównawczym.
Inny oświeceniowy twórca – Wiktor Hugo – dążył w kierunku określenia ram empirycznego prawa natury, których źródło widział w porównywaniu praw pozytywnych. Jego empiryczne prawo naturalne powstać miało przez porównanie wszystkich przepisów prawa pozytywnego. W tym miejscu należy także wspomnieć o innych twórcach, choćby o Grocjuszu czy Samuelu von Pufendorfie, którzy korzystali z metody prawa porównawczego dla przekazania empirycznego wsparcia dla nauki prawa.
Odrębne, ale jakże ważne miejsce w historii analiz prawnoporównawczych, zajmuje Karol Monteskiusz. Jego dzieła, zwłaszcza  O duchu praw, to żywe dowody zysków, które można otrzymać w wyniku prawnoporównawczego odwoływania się do dziedzin prawnych, które pochodzą z wielu różnych krajów. Ustalając jako podstawę ówczesne rozwiązania ustrojowoprawne mógł pokazać w ujęciu porównawczym wielorakie przyczyny ich adekwatności do potrzeb społecznych, historycznych, czy innych. Mimo tego stanu jego poglądy obarczone były słabościami. Nie przywiązywał on bowiem szczególnej uwagi do weryfikacji i prawdziwości źródeł, z których czerpał wiedzę, a do tego nadmiernie cenił znaczenie egzotycznej folklorystyki, z której czerpał przykłady do głoszonych tez i hipotez.
Dokonania z zakresu dziedziny komparatystyki prawniczej wieku Rozumu potwierdzały, znany od długiego czasu fakt, że tylko koncepcje i ideologie otwarte i gotowe na to, co zewnętrzne, i to w szerszym zakresie, tworzą właściwe podłoże dla szeroko pojętych rozważań prawnoporównawczych. Tego typu cechą nie mogły wykazać się, jak i do dziś nie mogą się nią wykazać, są dwa wielkie nurty tej dziedziny – szkoła historyczna i pozytywizm prawniczy.
Twórcy pierwszego nurtu, czyli szkoły historycznej, głównie nastawiali się na analizy jednostkowe, które obejmowały fakty historyczne, ale procesy te nie były wskazane dla abstrakcyjnych idei, koncepcji oraz doktryn. Taka sytuacja miała szczególnie niekorzystny, a nawet represyjne oddziaływanie na rozwój myśli komparatystycznej. Głównym powodem tej sytuacji była tradycyjna szkoła historyczna judykatury Friedricha Carla von Savigny’ego. Niemiec, jako jeden z głównych przedstawicieli tego nurtu, odrzucał sensowność podejmowania studiów nad jakimkolwiek systemem prawa, głosząc jednocześnie potrzebę zaznajomienia się tylko z ideami prawa niemieckiego i prawa rzymskiego. Według niego była to historia naszych, własnych praw, do których zaliczył wspomniane prawo rzymskie i niemieckiego oraz prawo kanoniczne. Jako krzewiciel idei ducha narodu wykazywał, że prawo każdego państwa ukazuje tylko i wyłącznie ducha własnego narodu.
Pozytywizm prawniczy to okres dalszej niechęci do prawa natury i analiz porównawczych. Ideologia ta koncentrowała się na interpretacji treści norm, które powszechnie obowiązywały. Pomijano przy tym szeroki kontekst społeczny, w których poszczególne normy powstawały, następnie funkcjonowały, po czym, na samym końcu, obumierały.

## Ustawodawcze a naukowe prawo porównawcze

### Ustawodawcze prawo porównawcze
Prawo porównawcze, tak jak każda nauka prawna, może podlegać podziałom. Jednym z kryteriów podział jest jego źródło. Pierwszy z rodzajów tej dziedziny prawa, która za kryterium bierze źródło, to ustawodawcze prawo porównawcze. Inne jej określenie to legislacyjne prawo porównawcze. O odgałęzieniu tym można było mówić, gdy obce prawa zostają powołane w procesie opracowywania nowych przepisów krajowych. Dzięki swojej dłuższej i ciągłej historii, choć wciąż niezbyt długiej, która ponadto nie była przerwana żadnymi nadzwyczajnymi zdarzeniami, metoda ta powoduje mniej problemów. Ta metoda porównawcza była głównie stosowana w prawie handlowym, choć nie było to jej wyłączne miejsce docelowe. Badania tego typu poprzedzały prawie wszystkie najważniejsze akty prawne, których nie należy w tym miejscu szczegółowo wymieniać.

#### Niemcy
W Niemczech okres tej nauki prawnej rozpoczyna się w połowie XIX wieku. Starsze kodyfikacje prawne, takie jak pruska Generalna Ustawa Ziemska z 1794 roku czy Austriacki Kodeks Cywilny z 1811 roku, bardziej zdecydowanie opierały się na myśleniu o prawie naturalnym, niż na poszerzonych badaniach porównawczych prawa obcych państw. Działalność komparatystyczna na terenie Niemiec była coraz intensywniejsza, a przyczyną tego było pojawienie się wszelkich ruchów związanych z próbą kodyfikacji i unifikacji prawa niemieckiego. Działalność ta została zainicjowana w dziedzinie prawa, która najbardziej potrzebowała zespolenia – chodziło mianowicie o prawo handlowe. W tym miejscu warto wymienić dwa akty prawne:
- Ogólna niemiecka ustawa o instrumentach zbywalnych z 1848 roku
- Generalny niemiecki Kodeks Handlowy z 1861 roku

które oparte były zarówno na badaniach porównawczych, jak i na podstawie przepisów prawnych, które można było odnaleźć w przepisach prawnych z różnych regionów Niemiec, Nadrenii, jak również we francuskim Kodeksie handlowym czy niderlandzkim kodeksie handlowym z 1838 roku.
Dowodem takich działań był pruski Szkic Kodeksu handlowego państwa wraz z motywami, który powstał w Berlinie w 1857 roku. Stanowił on podstawę dla niemieckiego Kodeksu Handlowego z 1861 roku oraz Protokołu Komisji w celu omówienia uwag do niemieckiego Kodeksu Handlowego z 1857 roku. Innym obszarem prawa handlowego, który został objęty obszernymi badaniami porównawczymi, było reformowane prawo spółek. Reformy te zawarto w nowelach z lat 1870 i 1884. Przechowywane one są w dokumentach Parlamentu. Dokumenty te stanowią istotną skarbnicę materiału do porównawczej historii europejskiego prawa spółek. Od tego czasu, każde następne reformy dotyczące prawa spółek opierano na szeroko zakrojonych badaniach porównawczych.
Innym obszarem prawa, który został objęty zakresem metody porównawczej, były reformy dotyczące prawa karnego. Ich rezultat, mianowicie piętnaście tomów Porównawczej prezentacji niemieckiego i zagranicznego prawa karnego, to jeden z wcześniejszych zabytków niemieckiego prawa porównawczego.
Jednym z ostatnich przypadków, kiedy skutecznie zastosowano metody prawa porównawczego w ustawodawstwie, było stworzenie niemieckiego Kodeksu Cywilnego, który datowany jest na 1 stycznia 1900 roku. Proces ten doprowadził do unifikacji prawa prywatnego Niemiec. W czasie tworzenia Kodeksu starannie rozpatrywano wszystkie rozwiązania przyjęte w systemach prawnych, które pochodziły z różnych części Niemiec. Obejmowały one Wspólne Prawo, prawo pruskie oraz francuski Kodeks Cywilny, który obowiązywał w Nadrenii i Badenii. W celu dokładniejszych rozważań badania komparatystyczne poszerzono o prawo austriackie i szwajcarskie.

### Naukowe prawo porównawcze
Drugim, i jednocześnie ostatnim, rodzajem tej dziedziny prawa, zgodnie z kryterium źródła, jest naukowe prawo porównawcze. Określane było ono także jako teoretyczne prawo porównawcze. To porównanie różnych systemów prawnych, które dokonywane było w celu poprawy naszej wiedzy prawnej. Jego rozwój był trwały i nieprzerwany. Nie można w nim wyróżnić okresów wahań i odrzuceń, po których następowały wyolbrzymione optymizmy. Głównym narzędziem w tej dziedzinie była konfrontacja i kombinacja uzyskanych treści prawnych. Jej nadrzędnym celem określano potrzebę poznania ludzi, ich praw i praktyk, które pozwoliłyby na stworzenie nowej materii lub wzbogacenie własnych praw poszczególnych narodów. Dziedzina ta mogła również wskazywać podobieństwa i odmienności badanych praw czy praktyk prawnych, które dotyczyły różnych narodów, czasów i miejsc.

## Wiek XIX – początek wieku XX
W wielu krajach początek XIX wieku to okres, w którym rozpoczęto, dość zbliżone do siebie, zamierzone i nieustanne badania dotyczące zestawień wielu systemów prawnych, co trafnie określano jako narodziny współczesnej komparatystyki prawniczej. Zamiarem tego postępowania było udoskonalenie i ulepszenie prawa w krajach ojczystych. Myśliciele, w czasie swoich rozważań, nie uwzględniali celów teoretycznych, filozoficznych i spekulacyjnych. Impulsem, który spowodował wzrost uwagi myślą prawnoporównawczą, była naturalna wnikliwość co do praw innych ludzi, ale także poczucie, że nawet to, co jest dla nas nieznane i niepewne, może być użyteczne w procesie kodyfikacji nowych praw.
W drugiej połowie XIX wieku dostrzegano umiarkowane obniżenie fascynacji komparatystyką prawniczą. Ludzie utracili entuzjazm do myśli prawnoporównawczej, która była narzędziem do ujawniania prawa i wprowadzania odkryć, ale także do jej praktycznego zastosowania. Mimo chwilowej stagnacji, prawo porównawcze tamtego okresu pozostało jednak wciąż żywe. Jednak zaczęło odnosić się ono do rywalizacji, którą odróżniano wcześniej od komparatystyki prawniczej, a mianowicie od etnologii prawnej lub uniwersalnej historii prawnej.

### Niemcy

#### Etap I
Prawo porównawcze wymagało bardzo długiego czasu, aby uzyskać uznanie w Niemczech. W okresie tym działało wielu prawników, którzy atakowani byli za swoją zaściankowość i zacofanie. Pierwszym, który zabrał głos w tamtej sprawie, był Anselm Feuerbach. W 1810 roku Niemiec uderzył w niemiecki prowincjonalizm prawniczy, który rozpowszechniany był przez idee szkoły historycznej. Stwierdził, iż dokonania niemieckich prawników i badaczy prawa zostały skierowane tylko ku temu, co rodzime lub znaturalizowane. Oskarżenia te, które obejmowały zagadnienia prawa porównawczego, położyły Niemca na kursie kolizyjnym z Savignym i szkołą historyczną.
Feuerbach był zwolennikiem idei uniwersalnej nauki prawa, która była oparta na założeniach komparatystycznych. W następstwie zrezygnował z kolejnej myśli Savigny’ego, zgodnie z którą należałoby skupić się wyłącznie na prawie niemieckim, które zgodne jest z prawem rzymskim. Na tle tego konfliktu Feuerbach zjednoczył się z innym niemieckim prawnikiem, mianowicie z Antonem Friedrichem Justustem Thibaut. Thibaut również wszedł w spór z Savigny’m, jednak jego treścią była potencjalna możliwość i pożądanie stworzenia nowej kodyfikacji.
Kilka dekad później zarzuty Anselma Feuerbacha zostały powtórzone przez Rudolfa von Jheringa. Mimo iż nie posiadał on właściwego przygotowania komparatystycznego, z sukcesem korzystał z metody funkcjonalnej, która była dość często stosowana w ramach rozważań komparatystycznych. Według niego za niewłaściwą uchodziła sytuacja, kiedy nauka prawa staje się prawem państw politycznych, jak i wchodzi w skład międzynarodowej culture juridque. Dla niego była to zniechęcająca i niestosowna postawa dla nauki. Jednak jego dzieła zawierają elementy zagranicznych praw, ale gdyby nie jego udana walka w imieniu telologicznego podejścia co do prawdziwego życia, to myśl prawnoporównawcza nie mogłaby rozwijać się w takim kierunku, jaki być powinien.
Podejście Feuerbacha i Jheringa do komparatystyki prawniczej było oznaką powstania nowych potrzeb. Musiało tak się stać, gdyż początek XX wieku odznaczał się krystalizacją potrzeb praktycznych jako główna przyczyna zainteresowania myślą prawnoporównawczą. Nadrzędnym celem stało się zmierzanie do unifikacji krajowych ustawodawstw, czy też przyznania im bardziej nowoczesnego charakteru, skutkiem czego była rezygnacja z rozważań teoretycznych, filozoficznych i spekulatywnych.
Jednak prawo porównawcze nie mogło zdobyć uznanego miejsca w nauce prawa tamtego okresu. Odpowiedni rozwój myśli komparatystycznej nie był możliwy z racji niestworzenia właściwych warunków przez nurty tej nauki, do których zaliczano historyczną szkołę jurysprudencji z elementem duchowym i prawem rzymskim, pojęciowe orzecznictwo pandektów oraz pozytywizm prawniczy. Rudolf Ernst Bierling należał do myślicieli, którzy przyjęli pogląd o niewielkim znaczeniu prawa porównawczego. Ten pozytywista twierdził, iż ta nauka prawna jest mało przydatna do nauki zasad prawa.
Początek XX wieku to okres, kiedy nastawienie do myśli prawnoporównawczej było dość nieokreślone. Pozytywizm zrezygnował ustąpił lub przekazał swoje miejsce neokantycznemu poszukiwaniu sprawiedliwego prawa. Niemiecki filozof prawa – Rudolf Stammler – jasno odstąpił od prawa porównawczego, które miało być środkiem do ujawnienia słusznego prawa. Dotyczyło to przyrównania praw, które były uzależnione od istnienia odpowiedniego faktu. Taka działalność w żaden sposób nie może doprowadzić nas do bezwarunkowego postrzegania tych sposobów myślenia, których obecność jest wskazana do naukowego postrzegania i badania prawa.
Nawet słynny filozof prawa, Gustav Radbruch, w swoim eseju O porównawczych metodach prawnych zanegował fakt, według którego prawo porównawcze miałoby mieć jakąkolwiek wagę dla podstawy prawa. Jednak stawał w obronie wartości tej nauki prawnej dla prawodawców, gdyż miał to być właściwy sposób na otrzymanie odpowiedniego widoku faktycznego prawa. Potem uważał, że żadne studia dotyczące rzeczywistych systemów prawa nie pozwolą zdobyć wskazanej wiedzy o sprawiedliwym prawie. Sądził, iż pojęcie to winno być osiągnięte za pomocą nie narzędzi empirycznych, ale a priori. W późniejszym swoim dziele, Filozofii prawa, Radbruch zaniechał zaliczenia komparatystyki prawniczej we właściwe miejsce, to znaczy jako właściwą dogmatyczną i systematyczną naukę prawa, ale dodał ją, wraz z historią prawa i socjologią prawa, do społecznej teorii prawa.

#### Etap II
Prawo porównawcze musiało pokonać liczne opory w celu stania się nową dyscypliną prawną. Naczelnym powodem były odmienne i przeciwstawne poglądy wewnątrz niemieckiego środowiska prawniczego. Nie bacząc jednak na ciągły postęp tej nauki, była ona przedmiotem rozważań nielicznego grona prawników. Sytuacja ta była skutkiem większego zainteresowania ówczesnych badaczy prawami swoich państw. Ponadto podejście takie wzmocniono uprzedzeniami pozytywizmu prawniczego i narodowych kultur prawnych.
Niemcy były krajem, w którym pojawiła się nadzwyczajnie mocna i dogmatyczna niechęć do komparatystyki prawniczej. W innych krajach obraz ten nie był bardzo różny. Coraz częstszym i silniejszym ideologicznie zjawiskiem były narodowe uprzedzenia, czego skutkiem było obniżenie zainteresowania myślą prawnoporównawczą. W tym wieku istniały jednak osoby, które aktywnie działały na rzecz rozwoju prawa porównawczego. Mowa tu o Ernście Rablu. Niemal natychmiast zaatakował introwersję niemieckich prawników w celu poprawy sytuacji w zakresie prawa porównawczego.
Kolejnym niemieckim myślicielem był Heinrich Albert Zachariä. W 1829 roku wydał pierwsze na świecie czasopismo, którego tematyka w całości dotyczyła komparatystyki prawniczej – Krytyczny Dziennik Ustawodawstwa i Orzecznictwa Zagranicznego. Posługiwał się w nim dość charakterystycznym językiem. Zachariä był wielkim orędownikiem idei tego czasopisma, jak również słuszności myśli prawnoporównawczej. Twierdził, że „jeśli po przeprowadzeniu niniejszego badania obecnego wymiaru wymiany między narodami europejskimi w sprawach literackich i poprzedniej sytuacji, w odniesieniu do prawa, możemy stwierdzić, że zmiany legislacyjne lub sądowo-prawne w jakimkolwiek kraju europejskim będą przedmiotem zainteresowania w innych krajach europejskich, wskutek czego idea tego czasopisma, a mianowicie zapoznanie niemieckiej opinii publicznej z przepisami prawa i aktami prawnymi, nie wymaga uzasadnienia”.
Drugim współzałożycielem Krytycznego Dziennika Ustawodawstwa i Orzecznictwa Zagranicznego, obok Alberta Zacharii, był Carl Mittermaier. Był profesorem prawa i orzecznictwa w na uniwersytecie w Heidelbergu, a do tego liderem grupy prawników z południowych Niemiec. Jego grupa interesowała się praktycznym zastosowaniem prawa obcego i prawa porównawczego, które nastąpiło prawdopodobnie pod wpływem wprowadzenia Kodeksu Napoleona w Nadrenii i Badenii. Jednak nie ograniczali się wyłączne do tego zakresu, gdyż do zakresu swoich badań włączyli wszystkie nowoczesne systemy prawne. Byli pierwszymi europejskimi prawnikami, którzy wykazali swoje zainteresowanie prawem zwyczajowym Anglii i Stanów Zjednoczonych.
Carl Mittermaier to pierwszy niemiecki komparatysta, który praktykował prawdziwie prawo porównawcze. Systematycznie zestawiał, porównywał i oceniał różne systemy prawne, czyniąc z tego badania na wielką skalę. Prawa te przyporządkowane były do odmiennych rodzin prawa, na których czele było prawo romańskie z common i jego amerykańską wersją. Jego działania miały głównie cel praktyczny. Chodziło mu bowiem o prawidłowe zreformowanie niemieckiej procedury karnej, a jej zarysy zawarł we Wspólnym prawie. Dlatego stworzył liczne serie prac naukowych, które zawierały wyczerpujące i szczegółowe porównania różnych dziedzin prawa i instytucji prawnych. Mittermaier wszedł w rzeczywistość prawną praktykowaną w sądach, ale także na tle faktograficznym, politycznym i społecznym.

### Francja
Początek XIX wieku, a dokładniej 1804 rok, to czas powstania jednego z bardziej znaczących dokumentów prawnych Francji. Tym aktem prawnym jest francuski Kodeks Cywilny, który uznany został jako pierwszorzędne dzieło praktyków. Akt ten został stworzony w zadziwiająco krótkim czasie. W jego treści widać elementy prawa rzymskiego, prawa romańskiego, prawa pisanego południowej Francji, jak również germańskiego prawa zwyczajowego Północy. Badacze wątpili jednak, aby powstanie tego dokumentu prawnego miało mieć porównawczy charakter. Jednak właśnie przez niemożliwość dojścia do porozumienia naukowców uznaje się to działalność w duchu myśli prawnoporównawczej.
Instytucjonalizacja komparatystyki prawniczej we Francji rozpoczęła się wraz z początkiem wieku XIX. Inicjatorem tych działań był Jean-Jacques Foelix. Doprowadził on do założenia periodyku Revue étrangère de législation oraz dziennika Revue du droit français et étranger. Każde z tytułów zostało utworzone w celu udoskonalenia prawodawstwa francuskiego, a przy okazji chciano zapoznać opinię publiczną z prawami innych państw. Foelix pragnął udzielić wsparcia francuskim prawnikom, aby ci mieli szansę poprawy znajomości obcych praw. Nadrzędnym jednak celem było promowanie wzrostu, rozwoju i poprawy prawa krajowego. Wielu znawców spisywało działalność Francuza na niepowodzenie, a to głównie przez dużą popularność francuskiego Kodeksu Cywilnego.
Periodyk Revue étrangère de législation funkcjonował w latach 1834–1850. Już po upływie kilku miesięcy jego nazwa ulegała częstym zmianom, jednocześnie poświęcając coraz więcej uwagi wyłącznie prawu francuskiemu. Foelix tracił możliwość wpływu na treść gazety, gdyż część zagraniczna, w której działał, była coraz bardziej ograniczana, aż pod koniec istnienia gazety została całkowicie zlikwidowana. Mimo tych trudności uczeni twierdzili, iż taki bieg zdarzeń przyczynił się do znacznej popularyzacji myśli i praktyki komparatystycznej.
W 1835 roku nastąpiło otwarcie pierwszej w historii katedry porównawczej historii prawa, która mieściła się w College de France. Ta sama uczelnia, tyle że w 1838 roku, rozpoczęła nauczanie porównawczego prawa karnego. Uniwersytet Paryski, w 1846 roku, założył na swojej uczelni katedrę porównawczego prawa karnego.

### Anglia
W Anglii narodziny myśli komparatystycznej datuje się, jak w wielu krajach europejskich, na początek XIX wieku. Przede wszystkim należy wspomnieć o Privy Council. Inne jej określenie to Tajna Rada. Była ona najwyższym organem sądowym Imperium Brytyjskiego. Instytucja ta była zobowiązana do wykorzystywania w orzekaniu praw państw i narodów, które wchodziły w zakres Imperium. Zasada ta dotyczyła jednak tylko tych krajów, które posługiwały się samodzielnie ukształtowanymi prawami i zasadami. Prawa, którymi winien posługiwać się Privy Council, były w zasięgu różnych systemów prawnych. Postulowano wtedy potrzebę lepszego dostępu do źródeł prawnych, z których można byłoby uzyskać informacje na temat zagranicznych praw i ich orzeczeń sądowych.
Stan ten został dość szybko rozwiązany. Dokonał tego angielski sędzia i członek Tajnej Rady – William Burge. Jego badania miały ułatwić pracę sędziów Privy Council. W tym celu wydał on, w 1838 roku,  Commentaries on Colonial and Foreign Laws. W treści Anglik zawarł systemy prawne wykorzystywane w krajach zdominowanych przez Imperium. Swoje miejsce miało tam angielskie prawo cywilne, prawo rzymskie, kodeksy Prus, Hiszpanii, Indii, prawodawstwo Ameryki Północnej(prawa Stanów Zjednoczonych), jak również aktualnie obowiązujące prawo francuskie, prawo szkockie, czy prawo zwyczajowe Paryża i Normandii.
Po głębszej analizie pracy Burge’a dostrzeżono zawarcie w jej treści trzech celów. Początkowo chodziło mu o dokonanie badań związanych ze źródłami i zasadami praw ze wszystkich systemów prawnych, które istniały w ramach Imperium Brytyjskiego. Po drugie, co traktowane było jako naczelna myśl Burge’a, porównał on instytucje prawa rodzinnego, osobowego, własnościowego i posiadania oraz przedstawił występujące między nimi różnice. Za ostatni cel uchodziło przedstawienie zasad konfliktu praw, które związane były z wieloma kwestiami. Dzieło Burge’a zyskało duże uznanie w Europie i Ameryce Północnej. Było ono uznawane nawet za sztandarowe dzieło myśli komparatystycznej, a nieliczni uznawali to jako praktyczny przewodnik po założeniach komparatystyki prawniczej. Zdanie to podzielał Ernst Rabel. Twierdził on, iż mimo ta praca została zrobiona dla lepszego funkcjonowania Rady, to zakres zbadanego materiału i podejście do sprawy pozwala na asymilację tych rozwiązań na grunt prawa prywatnego porównawczego.
Anglikiem, który także został zapamiętany z działań na rzecz komparatystyki prawniczej, był Leone Levi. Jego działanie były ukierunkowane na zderzenie angielskiego prawa handlowego z prawami handlowymi wszystkich krajów świata. Chciał zaspokoić wielkie zapotrzebowanie angielskich handlarzy na informacje o regulacjach prawa handlowego innych narodów. Rezultatem jego badań stało się Prawo handlowe świata lub Prawo handlowe Wielkiej Brytanii w porównaniu z kodyfikacjami i prawami innych krajów handlowych i instytucjami Justyniana, którego powstanie datuje się na rok 1854. Dzieło to stanowi spełnienie jego planu, którym było zestawienie prawa handlowego Anglii z prawem handlowym pozostałych znanych państw.
Levi podzielił książkę na podsekcje tematyczne. Każda z nich rozpoczynała się od informacji dotyczącej właściwego fragmentu prawa angielskiego. Do zawartego tam prawa angielskiego dobrał właściwe przepisy praw innych narodów, koncentrując się na tekstach prawnych i obcej praktyce sądowej. Po takich działaniach poświęcił się analizie prawa. Wskazywał w niej na podobieństwa i różnice badanych systemów prawnych. Skutek, który przyświecał Levi’emu był postulat unifikacji Kodeksu prawa handlowego, które miało być dokonane dzięki międzynarodowej konferencji i pracy Levi’ego.
W czasach, gdy żywo rozwijały się międzynarodowe kontakty handlowe, praca angielskiego prawnika miała niebagatelne znaczenie praktyczne. Levi, jako pierwszy, zaproponował międzynarodowe ujednolicenie prawa, które chciał oprzeć na podstawie wszechstronnie pojmowanych ideach komparatystycznych.

### Stany Zjednoczone
W pierwszej połowie XIX wieku komparatystyka prawnicza przeżywała w Stanach Zjednoczonych wczesny rozkwit. Rozluźnienie stosunków prawa amerykańskiego z prawem angielskim uwarunkowane było niekorzystnym wynikiem walki narodu amerykańskiego o niepodległość na nowej ziemi. Brytyjczycy uznali to za swoją największą klęskę. Nowo tworzony amerykański system prawny przestał być dzieckiem angielskiego prawa. Dodatkowo, dla myślicieli nowo powstałego kraju angielski tradycjonalizm nie był odpowiedni dla ekonomicznych, społecznych i politycznych właściwości nowej ziemi. Jednak naczelnym uzasadnieniem braku sympatii Stanów Zjednoczonych do Anglii była wspomniana wojna o niepodległość czy wojna z 1812 roku.
Amerykańscy prawnicy dostrzegli konieczność stworzenia nowych, właściwych zasad prawnych. Dlatego świadomie skoncentrowali się na badaniu innych systemów prawnych. Przedmiotem ich największego zainteresowania było prawo rzymskie oraz prawo krajów Europy, z naciskiem na prawo francuskie. Aktywnie na tym polu działał Joseph Story oraz James Kent. Ich powoływanie się na obce źródła prawa nie zakończyło się na badaniach teoretycznych. Kreowane przez nich dzieła oddziaływały na działalność orzeczniczą sądów, ale także na nauczanie prawne. Wielu myślicieli twierdzi, że jedno z dzieł Jamesa Kenta –  Komentarze – w tym okresie uchodziło za istotną podstawę prawa amerykańskiego. Działalność Story’ego i Kenta w sądownictwie, na stanowiskach sędziów, widoczna była w przekroju orzeczeń sądów amerykańskich, w których dostrzegalne były wpływy europejskiego prawa cywilnego. Z czasem zainteresowanie tą nauką prawną stało się domeną amerykańskiej sceny prawnej.
Około lat 30. – 40. XIX wieku zaczęto domagać się zorganizowania nauczania komparatystyki prawniczej na uczelniach wyższych. W okresie tym słyszalne były głosy namawiające przedstawicieli tej nauki do podjęcia bardziej liberalnego kursu studiów zawodowych. W kwestii tej najbardziej aktywni byli profesorowie jednego z naczelnych uniwersytetów amerykańskich, czyli Uniwersytetu Harvarda. Na uznanie zasługuje lista pozycji naukowych Szkoły Prawniczej Harvardu. Dotyczy to zwłaszcza sekcji dotyczącej prawa cywilnego, która zalecała  Instytucje Justyniana, Prawo zobowiązań Roberta Josepha Portiera, Prawo cywilne Jeana Domata czy wiele innych. W międzyczasie pojawiło się wielkie zapotrzebowanie na stworzenie katedry prawa cywilnego w Szkole Prawnej Harvardu. Zainteresowanie zagadnieniami cywilistycznymi można było przypisać prawnonaturalnemu myśleniu o amerykańskim ruchu niepodległościowym. Niestety, ku rozczarowaniu entuzjastów tej nauki, w połowie XIX wieku nastawienie się zmniejszyło, aż zupełnie zniknęło po zakończeniu wojny secesyjnej. Mimo tego, pojawiały się pierwsze rozprawy z zakresu komparatystyki prawniczej, które zostały opracowane przez amerykańskich uczonych.

### Okres historycznej szkoły prawa porównawczego

#### Wstęp
Ten gatunek porównawczych nauk prawnych dostarczył znacznego materiału do rozwoju komparatystyki prawniczej. Jak stało się to w Niemczech, dziedzina ta była praktyką prawdziwej szkoły, i to najczęściej pod wpływem licznych tendencji i myśli filozoficznych. Wokół programów tego gatunku zaczęło bardzo pracowicie działać liczne grono prawników.
Niemiecka idea rozwoju zawierana była głównie w filozofii historii Georga Wilhelma Friedricha Hegla, ale nie dotyczyło to jego dialektyki. Twórczość niemieckiego filozofa stanowiła bogate źródło dla dzieł Eduarda Gansa (Das Erbrecht in weltgeschichtlicher Entiwicklung I), Josepha Ungera (Die Ehe in ihrer welthistorischen Entwicklung), Alberta Hermanna Posta (jednym z cennych przykładów jest Bausteine für eine allgemeine Rechtswissenschaft auf vergleichendethnologischer Grundlage I), Josefa Köhlera (Enleitung in die vergleichende Rechtswissenschaft) i wielu innych.
Również we Francji podejmowano tematykę związaną ze szkołą historyczną. Jednym z nich, którego twórczość zawierała zagadnienia z tej dziedziny wpływające na rozwój myśli komparatystycznej, był Eugène Lerminier. Jedno z jego dzieł, Introduction génerale à l’historie du droit, wyraźnie znajdowało się pod wpływem Eduarda Gansa. Aktywnym włoskim twórcą był Emerico Amari, którego dzieło – Critica di una scienza delle legislazioni comparate – znajdowało się pod wpływem filozofii Vica. W Anglii działał natomiast Henry Maine, który odpowiedzialny jest za stworzenie wiodącego dzieła szkoły angielskiej – Prawo antyczne.
Historyczna szkoła porównawczych nauk prawnych odegrała ogromną rolę w odnowie prawa porównawczego pod koniec XIX wieku. Nastąpił wtedy znaczny wzrost aktywności takich instytucji, jak instytucje naukowe, towarzystwa naukowe, czasopisma, periodyki, czy katedry zajmujące się prawem porównawczym.

#### Francja
Pierwszym krokiem osób odpowiedzialnych za zapoczątkowanie szkoły historycznej we Francji było utworzenie Société de législation comparé, które było towarzystwem, którego głównym zadaniem było zajmowanie się komparatystyką prawniczą. Od chwili powstania towarzystwa, czyli od około 1869 roku, uważa się, iż prawo porównawcze zyskało pełne uznanie jako nowo powstała gałąź nauk prawnych. W podobnym okresie na terenie Francji powstał również periodyk naukowy – Revue internationale de droit comparé. Było to międzynarodowe czasopismo prawa porównawczego, które, wraz z towarzystwem, przetrwało do dziś.
W 1876 roku francuskie Ministerstwo Sprawiedliwości utworzyło Urząd Prawa Zagranicznego i Prawa Międzynarodowego, który traktowany był jako odrębna komórka organizacyjna. Uznanie tej nauki prawnej jako nowej dyscypliny naukowej nastąpiło dopiero z chwilą wydania zgody na umieszczenie prawa porównawczego w programie uniwersyteckim.Dużo miejsca poświęcono aspektowi uniwersyteckiemu. Wspomniane zostało już założenie pierwszej katedry – katedry prawa karnego porównawczego – w 1846 roku. Kolejne katedry założone zostały dopiero około 50 lat później. Założenie pierwszej z nich – katedry prawa morskiego porównawczego i prawa handlowego porównawczego – datuje się na 1892 rok. Trzy lata później powstała katedra prawa konstytucyjnego porównawczego. W XX wieku pierwszą katedrą, której utworzenie zakończyło się sukcesem, była katedra prawa prywatnego porównawczego. Nastąpiło to w 1902 roku.

#### Niemcy
W Niemczech tamtego okresu nie wydarzyło się prawie nic podobnego. Dopiero w 1878 roku Franz Bernhöft i Georg Cohn, którzy kierowali się zbliżonymi pobudkami jak ich francuscy odpowiednicy, założyli czasopismo, które miało stać się organem naukowym dla przyszłego stowarzyszenia Zeitschrift für vergleichende Rechtswissenschaft, określanego jako dziennik prawa porównawczego. W 1894 roku, czyli po upływie 16 lat, Bernhöft i Cohn założyli towarzystwo naukowe – Internationale Vereinigung für vergleichende Rechtswissenschaft und Volkswirtschaftslehre, które określano jako międzynarodowe stowarzyszenie prawa porównawczego i ekonomii. Pierwotnie, stowarzyszenie było jednak pomysłem Felixa Meyera. W jego zamyśle miało pełnić ono rolę organu sądowego. Chociaż towarzystwo to przetrwało do dziś, pod nazwą Towarzystwo Prawa Porównawczego, komparatystyka prawnicza nie uzyskała jednak takiego uznania, na jakie mogła ona liczyć w innych krajach tego samego okresu.

#### Anglia
Dla Anglii okres ten odznaczał się nieustająco silnymi wpływami szkoły historycznej na rozwój myśli prawnoporównawczej. Świadczyły o tym słowa Fredericka Pollocka, według którego nie było różnicy, czy mówiono o historycznym orzecznictwie, porównawczym orzecznictwie, a może nawet o ogólnej historii prawa. Uczeni tych dziejów postulowali potrzebę wnikliwej obserwacji i badań dawno powstałych instytucji prawnych. Schyłek XIX wieku to czas zakładania nowych podmiotów, bowiem nie chcieli być gorsi od swoich odpowiedników w innych krajach. Dlatego w 1894 roku powołali do życia Society of Comparative Legislation, będące towarzystwem naukowym, oraz jego organ naukowy, International and Comparative Law Quarterly. Podstawą do ich założenia był model francuski, który stosowany był w całej Anglii. Towarzystwo, podobnie jak czasopismo naukowe, istnieje do dziś. W 1869 roku na Uniwersytecie Oksfordzkim Henry’iemu Maine’owi, jako pierwszemu uczonemu w historii, został nadany tytuł profesora z dziedziny Historycznego i porównawczego orzecznictwa. Kilka lat później, w 1894 roku, utworzono pierwszą katedrę prawa porównawczego – Katedrę Historii Prawa i Prawa Porównawczego. Na obu wspomnianych uniwersytetach zainicjowano regularne wykłady z prawa porównawczego.

## Kontynuacja XX wieku

### Wstęp
Dalsze przemyślenia dotyczące prawa porównawczego należało skojarzyć z licznymi powodami, dla których należałoby przypisać odrodzenie zainteresowania tą nauką prawa. Równocześnie należało porównywać obowiązujące zasady obcych systemów prawnych. Nie da się ukryć, iż jedną z przyczyn, która wpłynęła na tę sytuację, był przyrost wszelkiej maści kontaktów gospodarczych i handlowych. Spostrzeżono, iż wymagały one lepszej znajomości obcych, nieznanych reguł i niejednolitych zasad prawnych. Powtórne nadejście myśli prawnoporównawczej zbiegło się w czasie z pierwotnymi wysiłkami na rzecz międzynarodowej współpracy w zakresie unifikacji prawa. Obejmowały one powstawanie traktatów, które dotyczyły praw autorskich i znaków towarowych, Światowy Związek Pocztowy czy Pierwszą Konwencję Haską o Prawie Prywatnym.
Mimo okresu pełnego nowatorskich wydarzeń, to jednak charakterystycznym punktem odniesienia tego etapu rozwoju komparatystyki prawniczej był Światowy Paryski Kongres Prawa Porównawczego z 1900 roku. W jego trakcie zebrali się najwybitniejsi komparatyści tamtych czasów. W jego trakcje określono idee myśli komparatystycznej w sposób właściwy dla tamtej epoki. Za nadrzędny cel zbioru porównawczego z tamtego spotkania uchodziło odkrycie i sformułowanie wspólnego prawa legislacyjnego czy wspólnego zasobu rozwiązań, które poprzedzać miało unifikację różnych systemów prawnych. Niepewna mogła być jednak możliwość takiego działania – a to głównie przez dużą liczbę uczestników. Kongres pozwolił nie tylko na ustalenie celów prawa porównawczego, jak również ustalił jego szczególny charakter. Było to możliwe dzięki panującej tam atmosferze optymizmu i poczucia nieustającego postępu ludzkiego, który jednak, z upływem czasu, zanika. Utarł się tam pogląd, zgodnie z którym ludzkość zmierza w kierunku jednolitych celów, które będą osiągane dzięki prawu, w tym właściwych aktów i systemów prawnych. Dodatkowo, uczestnicy tego międzynarodowego spotkania stwierdzili, iż tylko to, co jest w jakiś sposób do siebie podobne, może być prawidłowo i sensownie ze sobą porównane. Propagowano tam także porównywanie, które winno być praktycznie użyteczne. Chodziło w tym o udoskonalanie prawa stanowionego. W mocnym, krytycznym tonie, wypowiadali się na temat komparatystyki spekulatywnej. Kongres paryski został dokładnie podsumowany przez Marca Ancela, który stwierdził, iż na ówczesnym etapie metodologii właściwym celem i przedmiotem porównania jest stworzenie racjonalnej nauki prawa, która pozwoli na sformułowanie odpowiednich norm dla XIX – wiecznego europejskiego społeczeństwa.

#### Główne kierunki myśli komparatystycznej
Początek XX wieku w historii komparatystyki prawniczej rysuje się okresem powstania trzech głównych, równorzędnych kierunków myśli prawniczej. Myśliciele związani z pierwszym nurtem badali prawo w związku z jego historycznym rozwojem i zastosowaniem. Propagowali konieczność kontynuowania dokonywania porównawczej historii instytucji prawnych. W czasie tych rozważań opierali się na metodach historycznych i socjologicznych. Doprowadzając do konfrontacji komparatystyki prawniczej i dogmatyki prawa chcieli zbliżyć myśl prawnoporównawczą do socjologii prawa.
Entuzjaści kolejnej myśli dostrzegali sens w dokonywaniu porównań wyłącznie praw stanowionych. Dotyczy to gałęzi prawa, rodzin prawa, jak również instytucji prawnych. Zdaniem badaczy w tym stanie porównywanie miałoby doprowadzić do potwierdzenia wspólnych zasad prawa należących do narodów cywilizowanych. Te prawne zasady określały tożsamość wyobrażeń ludzi o sprawiedliwych, uniwersalnych i fundamentalnych ideach prawa. Inicjatorzy ostatniej myśli marzyli o dobrej sposobności porównawczego stworzenia uniwersalnego systemu prawnego, który miał zniekształcić i zakwestionować narodowe partykularyzmy prawne.
Zamiłowanie zagadnieniami komparatystyki prawniczej stopniowo miało uzasadnienie praktyczne, ale i teoretyczne. Wielu widziało wpływ ówczesnej myśli prawnej na zwiększone upodobanie praktycznym aspektem myśli prawnoporównawczej. Choć w początkach XX wieku wpływy pozytywizmu prawniczego były znaczne dla postępów prawa porównawczego, to ponowne narodziny prawa natury spowodowało doktrynalną przeciwwagę. Przy zaniechaniu rezygnacji ze źródeł prawnonaturalnych komparatyści wystrzegali się nadawania swoim zasadom, wspomnianego wcześniej, prawnonaturalnego znaczenia, by inni nie mogli ich oskarżyć o spekulatywne myślenie.
Okres ten charakteryzował się znanym poglądem, zgodnie z którym „porównywanie poszczególnych praw, oparte na przesłankach naukowych, powinno ukazywać, iż pod postacią odmiennych rozwiązań w poszczególnych krajach i różnic w obowiązujących ustawodawstwach kryje się wspólna podstawa(...). Na tę wspólną podstawę, o której będzie się wiele dyskutować, składają się ostatecznie ogólne zasady prawa uznawane przez państwa cywilizowane(...). Prawo porównawcze zatem stawia sobie przede wszystkim istotne zadanie zbadania i sformułowania tych wspólnych zasad”.

### Okres po I wojnie światowej
Po zakończeniu I wojny światowej zmieniło się postępowanie względem komparatystyki prawniczej. Społeczne i moralne poruszenie spowodowane wybuchem I wojny światowej upewniło myślicieli, iż ich działania dotyczące konsolidacji narodowych systemów prawa w skali globalnej jest jak najbardziej sensowne. Według jednego z działających ówcześnie badaczy, Marca Ancela, „ten ambitny nurt uniwersalistyczny, będący osobliwym połączeniem ducha naukowego, szlachetności i złudzeń, wyznacza prawu porównawczemu nowe i ściśle określone cele, porównywanie bowiem instytucji prawnych nie ma już tylko na celu wydobywania jedności leżącej u podstaw prawa, a ukrytej za ich narodowymi formami wyrazu: powinno ono prowadzić do nadania narodom, ukształtowanym odtąd w społeczność międzynarodową, jednego i ujednoliconego prawa, będącego zarazem oznaką wzajemnego zrozumienia i gwarancji pokojowego porozumienia między nimi”.
W tym czasie odpędzono niemieckich prawników z ich niezwykłej introwersji. Stało się to głównie dzięki wykorzystaniu art. 10 Traktatu wersalskiego, którego celem było uporządkowanie przedwojennych stosunków prawnych między obywatelami krajów biorących udział w I wojnie światowej. Zgodnie ze słowami Hermanna Isaya, bezkrytycznie wierzyli, dzięki wykorzystaniu historycznych założeń, iż to niemieckie koncepcje i teorie były wystarczające do interpretacji i praktycznego zastosowania Traktatu wersalskiego.
Traktat został sporządzony w kilku językach obcych. Na szczególną uwagę zasługuje fakt, iż jego niemiecki przekład nie mógł zostać uznany za prawnie autentyczny. Systemy prawne i perspektywy państw zwycięskich, do których zaliczano Anglię i Francję, gwarantowały właściwy tryb redakcyjny i odpowiednią możliwość zbadania elementów traktatowych, chociażby dzięki ówczesnemu aparatowi pojęciowemu, zasadom interpretacyjnym, stylowi i innym zasadom prawnym. Obowiązujące w ten sposób prawo porównawcze, bez wątpienia stało się narzędziem szerzenia konkretnych interesów w postępowaniu sądowym, dzięki czemu wpływ ich praktycznych badań przyniósł wielkie wartości dla rozwoju tej nauki. Stan ten odczuł Ernst Rabel, który interpretował ten dokument jako członek włosko – niemieckiego sądu arbitrażowego.
W swoim odczuciu Rabel pracował z założeniem uwolnienia prawa porównawczego od jego pomocniczego zadania. Niemiec traktował tę dziedzinę jako niezależną dyscyplinę naukową, której funkcjonalna przydatność i użyteczność dla osób korzystających z zagadnień traktatu wersalskiego była warunkowa i dodatkowa, choćby zawierała niezbędne dane do dalszych działań. Okoliczności te pozwoliły dostrzec, iż zwiększenie się zainteresowania prawem porównawczym nie pochodziło całkowicie z konfrontacji z innymi kodyfikacjami wymaganymi przez Traktat wersalski – inaczej jak wyglądało to w Niemczech.
Dalej Marc Ancel był przekonany, że początek drugiej fazy komparatystyki prawniczej w XX wieku nastąpił po zakończeniu I wojny światowej, w latach 1918–1920. W tym momencie dziejowym instytucje prawne były trwale zespolone, a indywidualne badania kierowano w stronę konkretnych problemów prawnych. Badacze zaprzestali głosić poglądy, jakoby zakres prawa porównawczego sięgał tylko granic Europy kontynentalnej. Zakładanie głównych instytucji czy instytutów powiązanych z myślą prawnoporównawczą miało dwojaki skutek. Z jednej strony dla części życia społecznego było to dość niekorzystne, ale ich powstanie pozytywnie wpłynęło na ogólny rozwój ten dziedziny prawnej. Przez coraz częstsze tworzenie dzieł związanych myślą komparatystyczną, ale, jak i potrzeba konsolidacji ekspertów i ich materiałów wymuszała na społeczności międzynarodowej tworzenie nowych instytucji.
Nowe organizacje polityczne i naukowe funkcjonowały w oparciu o wcześniej sformułowane cele i idee komparatystyki prawniczej. Tylko takie postępowanie, uwzględniające te zasady, było możliwe. Jedne z najliczniejszych i najintensywniejszych działań należały do Ligi Narodów. Już w trakcie wojny, a dokładnie w 1916 roku, powstał Instytut Prawa Porównawczego na Uniwersytecie w Monachium. W 1926 roku założycielski ruch instytucji naukowych ruszył intensywniej. Nastąpiło wtedy otwarcie, przez Towarzystwo Cesarza Wilhelma w Berlinie, dwóch instytutów naukowych, do których należały:
- Instytut Prawa Zagranicznego i Międzynarodowego Prawa Prywatnego (pod nadzorem Ernsta Rabela) oraz
- Instytut Prawa Publicznego, Zagranicznego i Międzynarodowego(pod nadzorem Viktora Brunsa).

W późniejszym okresie powstał Max-Planck-Institut für ausländisches und internationales Privatrecht w Hamburgu. Był on instytutem prawa prywatnego porównawczego i międzynarodowego. Jego patronem był Max Planck.
We Francji pierwszy instytut naukowy założono w 1920 roku. Powstał on w Lyonie, kiedy to Edouard Lambert zorganizował Institut de Droit Comparé, który był instytutem prawa porównawczego. W 1932 roku Henri Lévy-Ullmann zorganizował instytut naukowy o tej samej nazwie, który umiejscowił na Uniwersytecie w Paryżu. Ponadto został jego pierwszym dyrektorem. W 1924 roku swoją działalność rozpoczęła Académie Internationale de Droit Comparé. Była to Międzynarodowa Akademia Prawa Porównawczego. Celem jej działalności była organizacja okresowych kongresów porównawczych, które wpływały na rozwój tej dziedziny prawa. Swój udział w rozwoju myśli komparatystycznej miała Liga Narodów. W Rzymie założyła ona Institut International pour l’Unification de Droit Privé. Ten międzynarodowy instytut odpowiedzialny był za zjednoczenie idei prawa porównawczego, co w dużym stopniu ukształtowało badania komparatystyczne.
Zbiór tych zjawisk doprowadził badania komparatystyczne ku potrzebom praktycznym. Przedmiotem porównań stały się regulacje prawne pochodzące z różnych zakątków świata, które dotyczyły zbliżonych problemów. Komparatyści coraz silniej protestowali przeciwko ograniczaniu ich badań do prawa rzymskiego i prawa niemieckiego. Badacze chętnie zainteresowali się prawem zwyczajowym, czyli common law. Pomosty myślowe między common law a prawem stanowionym (civil law) były analizowane głównie przez angielskich i amerykańskich komparatystów, dla których połączenia te stawały się jednym z ważniejszych zadań. Myśliciele zauważyli, iż jeśli kryterium porównywania stanie się podobieństwo funkcji i potrzeb społecznych, wtedy możliwe stałoby się analizowanie bardzo odmiennych od siebie systemów prawnych. Eskalacja i rozwój myśli faszystowskiej, czego skutkiem było osłabienie pokoju i stabilizacji narodów, wpłynęło na pogrzebanie rezultatów działalności komparatystów. Wskutek wybuchu II wojny światowej wysiłki te zostały całkowicie zapomniane.
W 1924 roku Ernst Rabel doszedł do wniosku, jako komparatyści winni zajmować się staranną i dokładną pracą nad szczegółowymi pytaniami. Jedenaście lat później zwrócił uwagę, iż ludzie mają świadomość o istnieniu wiedzy dotyczącej licznego materiału prawnego, poglądów i idei, które byłyby w stanie ograniczyć prawo porównawcze. Chodziło mu o wykorzystanie tej nauki w kierunku ustalenia jego celów i miejsca w systemie prawa.

### Okres po II wojnie światowej
Okres po II wojnie światowej to czas intensywnej rywalizacji badaczy na temat różnych punktów widzenia komparatystyki prawniczej. Pogląd tej dziedziny rozwijał się niezliczonymi, a do tego różnymi, nurtami, które poskutkowały wyraźnym ich zarysowaniem, a to głównie spowodowane było czynnikami politycznymi. Przedstawiało się to możliwością napływu idei porozumienia, współpracy i pokoju do prawa porównawczego, a głównym asumptem tego stanu rzeczy była poprawa relacji międzynarodowych między ówczesnymi państwami.
Nieustannie poszerzano zakres badań prawnoporównawczych. Powtarzane były próby odnalezienia wspólnego prawa legislacyjnego w europejskim ustawodawstwie. Były to dokonywane na drodze porównywania kodeksów i innych dokumentów prawnych. Starania te odnosiły coraz lepsze wyniki. Poskutkowało to wyeliminowaniem jakichkolwiek trudności, dzięki czemu możliwe było porównywanie rozwiązań prawnych, którym systemy prawne różnych krajów nadawały zbliżone problemy, ale jednak mimo to widziano to jako właściwą, ustawodawczą całość. Rekomendowano podejmowanie nieustannych kroków w celu odkrycia wspólnego prawa. Innym novum, jakie nastało po roku 1945, było przyłączenie prawa zwyczajowego do dwóch dziedzin prawa, które uznawano za podstawę prawa porównawczego. Według badaczy takie skojarzenie było ruchem w nieznane. Tylko garstka ekspertów znała kilka szczególnych gałęzi prawa o międzynarodowym charakterze – było to prawo morskie. W większości common law było obce dla prawników z kontynentalnej Europy.
Bezpośrednio po wojnie nastał okres, tak zwanej, zimnej wojny, który nie był szczególnym okresem w historii myśli prawnoporównawczej. W fazie tej wyróżniona została krytyczna teoria komparatystyki prawniczej. Zgodnie z poglądem zwolenników tej teorii istniała duża obawa użytkowania myśli prawnoporównawczej dla konwergencyjnych celów, które dotyczyły każdego aspektu ówczesnej polityki. Koncepcja ta była dość żywa zarówno u przedstawicieli kapitalizmu, a także u zwolenników socjalizmu. Entuzjaści każdego z tych ruchów społecznych byli przeświadczeni o dominacji swojego ustroju politycznego. Nie uchowali się oni jednak przed zatarciem osobliwej odrębności ich praw i wartości, które następowało chociażby poprzez ukazywanie zbliżonych treści. W tamtym momencie urzeczywistniła się również minimalistyczna koncepcja komparatystyki prawniczej, zgodnie z którą zestawiać można tylko wybrane jednostki prawa. Oprócz tego, myśliciele podkreślali znaczenie poznania i znajomości podstaw porównywanych praw i ich krajów, jednak nie uwzględniano przy tym ich kontekst filozoficzny, ideologiczny i polityczny. Sytuacja ta przedstawiała rzeczywistą tęsknotę neutralną i czystą ideologicznie nauką. Przeciwni temu byli komparatyści związani z ruchem marksistowskim, w których mniemaniu prawo socjalistyczne miało pozycję nadrzędną nad prawem kapitalistycznym.
Kolejny okres przyniósł światu i ludziom dominację pragnienia pokojowego współistnienia i nawiązywania międzynarodowej współpracy. Nastąpiło ożywienie badań komparatystycznych, ale także zachodziły udane próby ich zastosowania na arenie międzynarodowej. Środowisko prawnicze ochoczo zrezygnowało z teorii krytycznej prawa porównawczego. Obserwacje praktyków coraz częściej kierowane były w stronę społecznych, a nie tylko politycznych funkcji prawa. Taki rozwój wydarzeń mógł być korzystny dla porównywania rozwiązań prawnych z różnych ustrojów politycznych, jak również dla ich zapożyczania. Komparatystyka, nie licząc porównywania istniejących praw, coraz śmielej działała w ramach tworzenia nowych. Wskazany obraz wartości i idei dość sprawnie utrwalił swoje miejsce w programach nauczania prawa na najważniejszych uczelniach świata.
Wraz z nastaniem kolejnego okresu zainicjowana została nowa myśl w zakresie komparatystyki prawniczej. Lata 80. XX wieku, głównie za sprawą licznych trudności w zakresie stosunków międzynarodowych, które dotyczyły najbardziej relacji państw socjalistycznych i kapitalistycznych, były momentem osłabienia możliwości idei prawnoporównawczych. Rodziły się tezy, jakoby ówczesne traktowanie problematyki komparatystycznej były analogią do okresu zimnej wojny. Pogląd ten obalono faktem, zgodnie z którym w latach 80. istniały lepiej rozwinięte kontakty międzynarodowe. Mimo iż występowały te i inne liczne kłopoty, przez długie lata utrzymała się współpraca uczonych, którzy pochodzili, politycznie i ideologicznie, z różnych systemów politycznych.
Dekompozycja bloku komunistycznego zainicjowała poprawę sytuacji myśli komparatystycznej. Zwrot, który nastąpił w kierunku gospodarki rynkowej, zmusił do intensywnego poszukiwania nowych rozwiązań prawnych. Miano sięgać do narodowych tradycji prawnych, bądź do systemów prawnych państw Zachodu. Były to dokonywane z wiarą, iż każda nadzwyczajna zmiana jest pozytywnym bodźcem dla rozwoju komparatystyki.
Nieodłącznym aspektem myśli komparatystycznej były niezmiennie jej problemy. Jednym z nich było dostrzeżenie różnicy między prawem common law a systemami kontynentalnymi w Europie – niezależnie, czy to w historii, metodzie i strukturze. Początkowo wydawał się on nie do pokonania. Te przekroczenie prawnej bariery było wyzwaniem, które pozwalało myślicielom zauważyć, iż gdy prawidłowo stawiane są pytania, a dany system prawny badany jest w całości, to problemy te mogą przybrać niematerialnego charakteru. W okresie tym za istotny uchodził aksjomat, który mówił, iż tylko porównywalne można porównać. Według badaczy miał on wskazywać, że porównywanie byłoby możliwe tylko między systemami, których struktury i pojęcia były w dość jasny i klarowny sposób porównywalne. Ten aksjomat teoretyczny zakwestionowano jednak przy użyciu praktycznego eksperymentu.
Dzięki rozbudowie porównawczych studiów prawniczych dokonano włączenia prawa zwyczajowego, co naruszyło granice tej nauki, które wytyczono zgodnie z ustaleniami Kongresu Paryskiego z 1900 roku. Gdy odrzucono pogląd, iż wyłącznie systemy o porównywalnych i systematycznych strukturach mogą być bazą do dokonywania analiz, wtedy też wykazano opłacalność i użyteczność porównań skrajnie różnych systemów prawnych. Od tej pory właściwą podstawą porównań było podobieństwo funkcji i potrzeba społeczna.
Powstanie nowoczesnej formy prawa porównawczego wiąże się z kilkoma aspektami – jednym z nich było rozszerzenie zakresu europejskiego prawa stanowionego na obszary niepowiązane z narodowością. Za kolejne należy uznać przyjęcie procedury, która miała badać system prawny we wszystkich jego aspektach, ale zawsze przy uwzględnieniu określonej funkcji, utworzenie specjalnych instytucji, jak również określenie reprezentacji komparatystów zrzeszonych w Międzynarodowym Stowarzyszeniu Nauk Prawnych. Metody Ernsta Rabla zyskiwały na popularności i atrakcyjności. Problemy, które on i jego następcy zidentyfikowali, a następnie je rozwiązali, stanowią obecnie zadanie prawa porównawczego.